# John Kerry
Pour les articles homonymes, voir Kerry.
John Forbes Kerry, né le 11 décembre 1943 à Aurora (Colorado), est un homme politique américain, secrétaire d'État des États-Unis du 1er février 2013 au 20 janvier 2017 durant la présidence de Barack Obama.
Vétéran de la guerre du Viêt Nam, il devient une personnalité influente au sein du Parti démocrate par son mandat de sénateur des États-Unis pour le Massachusetts, qu'il obtient en 1985. Président de 2009 à 2013 du comité des affaires étrangères du Sénat, Kerry est le candidat nommé par son parti à l'élection présidentielle de 2004, lors de laquelle il est battu par le président sortant, le républicain George W. Bush, par un des écarts les plus faibles de l'après-guerre.
Il devient par la suite secrétaire d'État des États-Unis au sein de l'administration Obama, succédant à Hillary Clinton. Le 23 novembre 2020, le président élu Joe Biden annonce la nomination de John Kerry au poste d'envoyé spécial chargé de la lutte contre le réchauffement climatique au sein de son administration. Kerry reste à ce poste jusqu'en mars 2024.

## Situation personnelle

### Naissance et famille
John Kerry naît à l'hôpital militaire Fitzsimmons (en) d'Aurora dans le Colorado, à côté de Denver où son père, Richard Kerry (en), est traité pour une tuberculose. Peu après la naissance de John, la famille retourne dans son État d'origine, le Massachusetts. Il y reçoit une éducation catholique.

### Entourage familial
Le grand-père paternel de John Kerry, Frederick Kerry (né Fritz Köhn), est d'origine austro-hongroise. Né à Horní Benešov en Autriche-Hongrie, il grandit à Mödling (une petite ville près de Vienne en Autriche). Sa grand-mère paternelle, Ida Loewe, naît à Budapest en Hongrie. Tous deux d'origine juive, Fritz et Ida se convertissent au catholicisme en 1901, changent leur nom en Kerry et quittent l'Europe en 1905. John Kerry n'apprit que tard la véritable identité de son grand-père. Frederick et sa femme élèvent leurs enfants, dont Richard, le père de John Kerry, dans la religion catholique.
Le père de John Kerry naît en 1915 au Massachusetts. Avocat, il travaille entre autres pour le département d'État des États-Unis. Pendant la Seconde Guerre mondiale Richard Kerry (en) était pilote d'essai dans l'Army Air Corps. La mère de John, Rosemary Forbes Kerry (en), est née à Paris, mais d'origine scotto-américaine. Elle a grandi en France et a été infirmière à Paris en 1940. La famille Forbes possède toujours une maison en Bretagne à Saint-Briac-sur-Mer. Richard rencontre Rosemary alors qu'il visite ce village en 1937.
Le grand-père maternel de John Kerry, James Grant Forbes, naît à Shanghai en Chine, où la famille Forbes a construit sa fortune dans l'opium et les échanges avec la Chine. J. G. Forbes épouse Margaret Tyndal Winthrop (en), issue d'une vieille famille de la Nouvelle-Angleterre.
John Kerry a un frère, Cameron, avocat du département du Commerce des États-Unis, qui s'est converti au judaïsme et a œuvré en Israël en faveur de la campagne présidentielle de son frère auprès des Américains expatriés. Il a aussi deux sœurs, Diane et Peggy.

### Enfance et adolescence
Durant son enfance, John Kerry et ses parents passent souvent les vacances d'été en France dans la maison familiale de Saint-Briac-sur-Mer, « Les Essarts », où il fréquente longuement son cousin germain Brice Lalonde, homme politique français, fils de la sœur de Rosemary Forbes (en). Détruite par les Allemands qui en avaient fait un de leurs quartiers généraux lors de la Seconde Guerre mondiale, la propriété fut reconstruite en 1954. Ces longs séjours en France permettent à John Kerry de parler couramment le français.
La famille Kerry déménageant souvent, John connaît beaucoup d'écoles. À l'âge de onze ans, alors que ses parents habitent au Canada, John part étudier dans un internat au Japon[réf. nécessaire] et en Suisse.
En 1958, alors que ses parents sont à Montréal, il s'inscrit à l'école Saint Paul de Concord dans le New Hampshire, grâce au soutien financier de sa tante Clara Winthrop (en), qui couvre ses frais de scolarité que le salaire de son père ne lui permet pas de prendre en charge. C'est là qu'il obtient son diplôme en 1962. Durant ces quatre ans, il développe ses talents d'orateur et se découvre un goût prononcé pour la politique. Durant son temps libre, il joue au hockey et à la crosse avec un camarade de classe, Robert Mueller, qui deviendra directeur du FBI. Il joue aussi de la basse dans le groupe de l'école, The Electras, qui réalise un album en 1961. Seules 500 copies sont produites et en 2004, l'une d'elles s'est vendue sur eBay pour 2 551 dollars.
En 1959, Kerry crée le groupe John Winant à Saint Paul. Le but de ce groupe est d'organiser des débats sur l'actualité. Ce groupe existe encore aujourd'hui. Il semblerait que c'est à cette époque qu'il commence à s'intéresser à John Fitzgerald Kennedy, signant même ses articles « J.F.K. ». C'est en novembre 1960 qu'il donne sa première conférence politique, en soutien à l'élection de Kennedy à la Maison-Blanche.
En 1962, John Kerry se porte volontaire pour la campagne sénatoriale d'Edward Kennedy. Sa petite amie du moment, Janet Jennings Auchinloss (en), est la demi-sœur de Jacqueline Kennedy et l'invite à passer quelque temps dans la propriété familiale des Kennedy, où il rencontre le président John F. Kennedy pour la première fois.

### Université Yale (1962-1966)
En 1962, Kerry entre à l'université Yale. Il y obtient un bachelor's degree en science politique en 1966. Il pratique également le football, le hockey, la crosse et l'escrime par équipe, il prend de plus des cours d'aviation. Pour obtenir des revenus supplémentaires durant l'été, il charge des camions chez un épicier et vend des encyclopédies au porte à porte.
Au cours de sa première année à Yale, John Kerry devient président de la Yale Political Union (en), ce qui lui donne la possibilité de s'impliquer notamment dans le mouvement des droits civiques et le programme de Nouvelle frontière de Kennedy. Sous la houlette de Rollin G. Osterweis (en), professeur d'histoire et entraîneur au débat, Kerry remporte de nombreux concours à travers le pays. En mars 1965, alors que la Guerre du Viêt Nam bat son plein, il remporte le prix Ten Eyck du meilleur orateur pour un discours critique à l'encontre de la politique étrangère américaine. Grâce à son talent, il est choisi pour le discours de fin d'année de sa promotion.
En avril 1965, John Kerry rejoint la société des Skull and Bones à l'invitation de son ami John Shattuck (en). Les deux présidents George Bush et G.W. Bush sont également membres de ce groupe très privé, dont on ne peut être membre que sur invitation.

### Mariages et famille
Kerry épouse Julia Thorne (en) en 1970, ils ont deux enfants : Alexandra (née le 5 septembre 1973) et Vanessa (née le 31 décembre 1976). Alexandra Kerry (en) termine ses études de cinéma en 2004. Vanessa, diplômée de Phillips Academy et de Yale, poursuit ses études de médecine à Yale. Elle est très active dans la campagne de son père à l’élection présidentielle de 2004.
En 1982, Julia Thorne, qui souffre de dépression nerveuse, demande le divorce, qui est prononcé le 25 juillet 1988. Le mariage est officiellement déclaré nul par l'Église catholique en 1997. Elle écrira, dans son livre sur la dépression, You are not alone : « Après 14 ans en tant que femme de politicien, je n'associais la politique qu'à la colère, la peur et la solitude ». Julia Thorne épouse en secondes noces Richard Charlesworth, un architecte, et vit au Montana, où elle s'implique dans des groupes locaux militant pour la défense de l'environnement. Elle a formellement affiché son soutien à la candidature présidentielle de Kerry en 2004. Elle décède en 2006 des suites d'une longue maladie.
Entre son premier et son second mariage, Kerry est souvent vu en compagnie d'actrices, notamment Morgan Fairchild et Catherine Oxenberg.
Kerry se remarie le 26 mai 1995 avec Teresa Simões-Ferreira Heinz (en), républicaine modérée et interprète pour les Nations unies, veuve du sénateur de Pennsylvanie John Heinz. Présentés l'un à l'autre lors d'une conférence politique en 1990, Kerry et Heinz se retrouvent après la mort de John Heinz en 1992 au Sommet de la Terre à Rio de Janeiro. Teresa, née le 5 octobre 1938 au Mozambique de parents portugais, est naturalisée américaine en 1971. Ayant comme Kerry fait ses études un peu partout dans le monde (Afrique du Sud, Suisse, États-Unis…) elle parle couramment 5 langues (anglais, portugais, espagnol, français et italien) et constituait un atout considérable dans la campagne de John Kerry à l’élection présidentielle de 2004, notamment auprès de la communauté hispanique. Elle abandonne le parti républicain pour le parti démocrate en 2003.

## Service militaire

### États de service et décorations
Après que sa demande de report de service pour des études à Paris a été refusée, John Kerry se porte volontaire pour faire son service militaire, le 18 février 1966. Il commence son service le 19 août et s'engage dans les forces armées américaines pour combattre au Viêt Nam en 1967. Commandant un patrouilleur (Swift Boat) dans le delta du Mékong, il en revient bardé de médailles, dont trois Purple Heart, pour blessures légères, alors qu'habituellement la Purple Heart n'est décernée qu'aux « grands blessés ». Pour sa première blessure, le 2 décembre 1968, les rapports médicaux mentionnent que Kerry a reçu un « petit fragment de grenade américaine M-79 dans le bras », blessure qui entraîne la pose d'un modeste bandage et n'empêche pas John Kerry de repartir aussitôt sur son patrouilleur.
Il reçoit la médaille Silver Star pour une action risquée à la suite d'une manœuvre où, pris en embuscade par les Vietcongs, il était descendu de son patrouilleur afin de tuer un tireur embusqué qui menaçait son unité de son lance-roquettes. Il se voit décerner la médaille Bronze Star Medal pour avoir sauvé Jim Rassman (en), un béret vert tombé à l'eau. Sous les tirs nourris des Vietcongs, Kerry fit demi-tour pour aller le chercher et le ramener à bord.
En mars 1969, peu de temps après sa troisième blessure, l'armée signe le retour de John Kerry aux États-Unis. Il rentre au pays en avril de la même année et est officiellement déchargé de ses obligations militaires en mars 1970. Il est réserviste jusqu'en 1978.

### Controverse
Les états de service de John Kerry au Viêt Nam sont la source d'une longue polémique lors de la campagne présidentielle américaine de 2004. Le groupe Swift Boat Veterans for Truth (en) (SBVT), composé d'environ 200 vétérans du Viêt Nam, publie en 2004 l'ouvrage Unfit for Command (« inapte au commandement »), écrit par John O'Neill (né en 1946), le successeur de John Kerry comme commandant du Swift Boat (en) PCF 94.
O'Neill se livre à une démolition du candidat démocrate, énonçant des dizaines d'accusations graves (mensonges supposés et même affirmation de sa participation à des actes de trahison, ce pour quoi le Viêt Nam l'aurait implicitement remercié en plaçant sa photo dans une section « Héros de la résistance vietnamienne » au musée de la Guerre de Hanoï (en)). Les défenseurs de Kerry, notamment les hommes de son équipage pendant la guerre, réfutent les allégations portées dans cet ouvrage en soulignant les liens politiques du SBVT avec le président George W. Bush. Bien que nombre des accusations portées aient été démenties par l'appui de sources écrites, la polémique a continué de ponctuer la campagne présidentielle.

### Mobilisation contre la Guerre du Viêt Nam
John Kerry revient du Viêt Nam résolument opposé à la guerre. Dès 1970, il rejoint le groupe des vétérans du Viêt Nam opposés à la guerre (VVAW, sigle de Viet Nam Veterans Against the War). Les membres du VVAW, ayant vécu la guerre de l'intérieur et, mieux encore, ayant servi leur pays, bénéficiaient d'un vrai respect de la part de la population. Ils étaient considérés comme capables de donner le point de vue du simple soldat et pouvaient se permettre de dénoncer la tromperie officielle. D'autres vétérans cependant, notamment ceux qui en 2004 formèrent le SBVT, voyaient d'un très mauvais œil les activités du VVAW, considérant que celui-ci se moquait de leurs états de service.

#### Commission Fulbright
Le 22 avril 1971, Kerry est le premier vétéran du Viêt Nam à témoigner auprès d'un comité sénatorial spécial sur des propositions visant à mettre un terme à la guerre en Asie du Sud-Est. En treillis et arborant ses médailles, il parle pendant près de deux heures avec le Comité sénatorial pour les affaires extérieures (Senate Foreign Relations Committee). Dans son discours, retenu sous le nom de Fulbright Hearing (d'après le sénateur J.W. Fulbright, directeur des débats), il exprime son opinion sur le fait que la guerre au Viêt Nam est essentiellement civile, et que le Viêt-Nam ne représente aucune menace pour les États-Unis. John Kerry est persuadé que la guerre continue pour des raisons politiques : « Des hommes doivent mourir afin que le président Nixon ne soit pas, et ce sont ses propres mots, le premier président à perdre une guerre ». Il conclut par cette phrase : « Comment pouvez-vous demander à un homme d'être le dernier à mourir pour une erreur ? »
Le lendemain de ce témoignage, Kerry participe à une manifestation avec près de 800 vétérans, au cours de laquelle ils lancent leurs médailles sur les marches du Capitole pour marquer leur opposition à la guerre. Kerry déclare, en explication de son geste : « Je ne fais pas cela pour des raisons de violence, mais pour la paix et la justice et pour tenter de réveiller ce pays une fois pour toutes ».

#### Opération POW
En 1971, il participe à l'Operation POW (de Prisoners of War, nom choisi en l'honneur des prisonniers de guerre mais aussi pour signifier le fait que les Américains étaient prisonniers de la guerre du Viêt Nam) organisée par le VVAW. Le dernier week-end de mai, des vétérans marchent de Concord à Boston Commons. Le but de cette marche est de réveiller l'esprit de la guerre d'indépendance des États-Unis et de Paul Revere en passant plusieurs nuits sur les sites des batailles de Lexington et Concord et de la bataille de Bunker Hill, en finissant par une lecture publique de la Déclaration d'indépendance des États-Unis à l'occasion du Memorial Day. Le 29 mars 1971, Kerry est arrêté et relâché moyennant le paiement d'une caution de 5 dollars.
Malgré son activisme au sein du VVAW, et son désir de faire évoluer ses actions dans un cadre de non-violence et de légalité, Kerry ne parvient pas à empêcher la radicalisation de l'organisation et la quitte pour divergence de vue. Les circonstances de son départ du VVAW alimentent elles aussi la polémique autour de la campagne présidentielle 2004.

## Parcours politique

### Échecs des débuts (années 1970)
Dès le début des années 1970, Kerry veut étendre son action politique au-delà de la simple protestation. Au contraire de bien des activistes politiques militant contre la Guerre du Viêt Nam, il choisit de se présenter pour l'élection à la Chambre des représentants. Ayant occupé par le biais de son action au sein du VVAW le devant de la scène médiatique, il bénéficie d'une reconnaissance publique nationale, mais n'a aucun lien avec un district du Massachusetts qui lui permet de prétendre briguer un poste. À Waltham où il demeure, il est supplanté par le père Robert Drinan, prêtre jésuite, au sein du comité électoral anti-guerre qui s'est mis d'accord pour apporter son soutien à un seul candidat. Kerry œuvre donc pour l'élection de Drinan qui gagne le siège.
En 1972, il se présente aux primaires démocrates dans le district de Lowell contre 9 autres candidats. Malgré le scandale que provoque l'arrestation de son frère Cameron, découvert dans la cave de leur PC de campagne[pas clair] où se trouvent les lignes de téléphone et accusé par Anthony R. DiFruscia (l'un des adversaires de Kerry, dont les bureaux se trouvaient dans le même immeuble) d'avoir voulu mettre en danger sa campagne, il gagne les primaires. Les charges contre Cameron Kerry sont abandonnées un an plus tard.
Lors de l'élection générale, Kerry se présente contre le candidat républicain Paul W. Cronin (en), et l'indépendant Roger P. Durkin. Le Lowell Sun, journal le plus populaire du district, se positionne contre lui, l'accusant d'opportunisme car il a déménagé seulement quelques mois auparavant dans la région. Le manque de soutien de la population et la défection de Durkin en faveur de Cronin, lui font perdre l'élection et entamer ce qui sera sa « traversée du désert » en politique.

### Traversée du désert et retour (1982-1985)
Déçu par ses échecs politiques, Kerry décide que le meilleur moyen de continuer une carrière publique est d'étudier le droit. Il intègre en 1973 le Boston College Law School (en) à Newton, au Massachusetts. Il est diplômé en 1976, réussit son examen du barreau et intègre le cabinet du procureur du comté de Middlesex, John J. Droney.
Dès 1977, il est promu premier assistant du procureur. Il se distingue en gagnant plusieurs procès importants et en lançant plusieurs projets destinés à traiter de manière plus efficace les problèmes de crimes et de témoignages.
En 1979, il démissionne du cabinet du procureur et monte son propre cabinet avec l'un de ses collègues. Le cabinet porte le nom de Kilvert & Forbes, d'après les noms de famille de leurs mères respectives. Il ouvre parallèlement un magasin de cookies et muffins dans le quartier de Quincy Market à Boston, qu'il vend en 1988.
Bien que son aventure privée soit un succès, John Kerry est toujours intéressé par l'activité publique, et décide de se présenter au poste de lieutenant gouverneur du Massachusetts en 1982. Il remporte les primaires démocrates et le siège, pendant que Michael Dukakis gagne le siège de gouverneur. Le poste de lieutenant gouverneur implique peu de responsabilités, mais Dukakis délègue de nombreux dossiers à Kerry, notamment sur l'environnement. Lorsque le sénateur du Massachusetts, Paul Tsongas, annonce en 1984 qu'il démissionne pour raisons de santé, Kerry décide de briguer le poste. Il remporte de justesse les primaires, et bien que le pays ait opéré un glissement vers les républicains à la suite de la réélection de Ronald Reagan, il remporte le siège de sénateur. Lors de son discours d'intronisation en 1985, Kerry souligne le fait que sa victoire implique que le Massachusetts « rejette la politique de l'égoïsme et la notion que les femmes puissent être traitées comme des citoyens de seconde classe ».

### Sénateur des États-Unis (1985-2013)

#### Rencontre avec Ortega

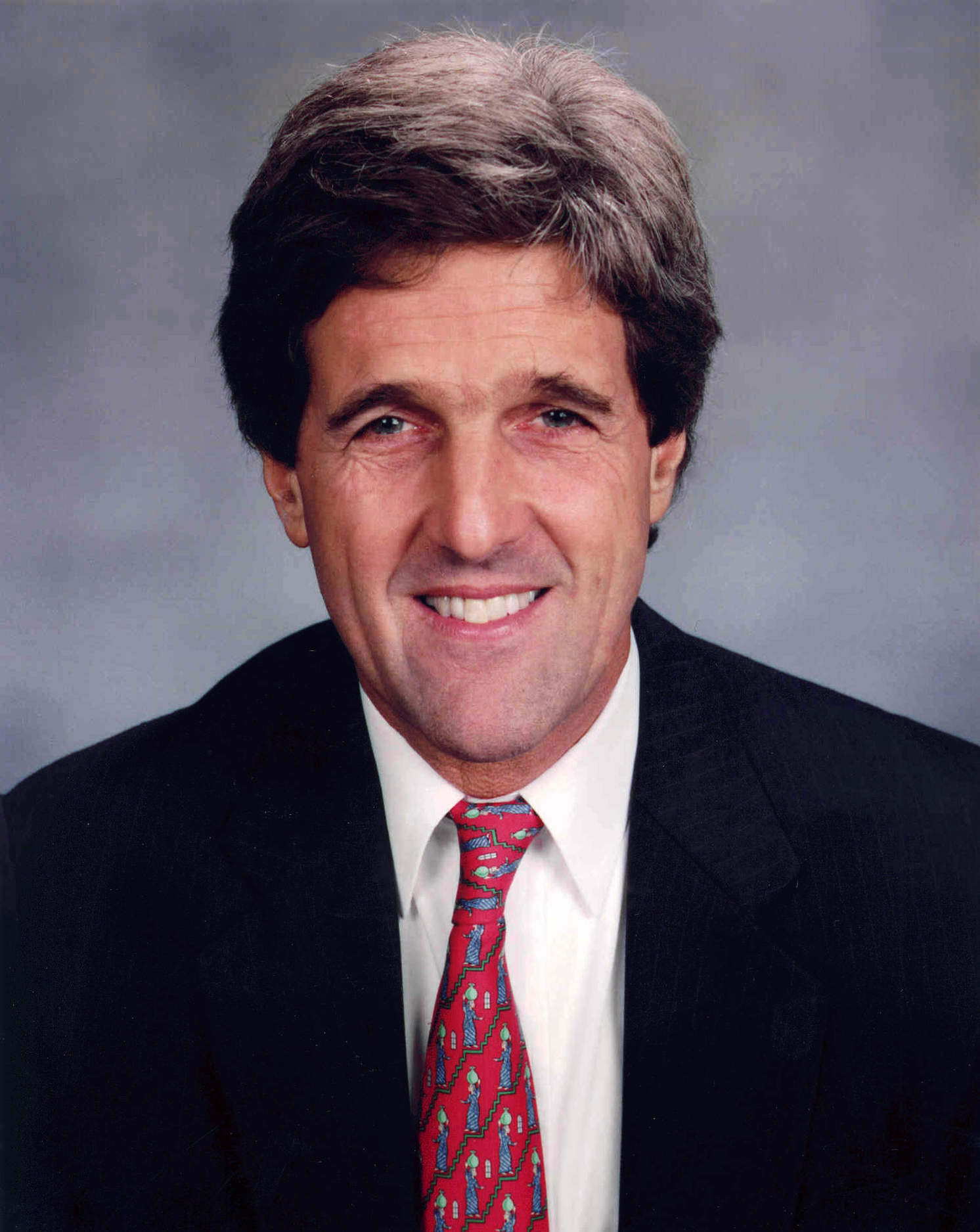
Portrait officiel de John Kerry comme sénateur du Massachusetts.

Le 18 avril 1985, quelques mois après son arrivée au Sénat, John Kerry part au Nicaragua avec Tom Harkin, sénateur de l'Iowa, pour y rencontrer le président, Daniel Ortega. Bien qu'Ortega ait été élu démocratiquement, les liens qu'il entretient avec l'URSS et Cuba en font un personnage polémique aux États-Unis, et le voyage est critiqué. L'opposition au gouvernement sandiniste est menée par les Contras, groupe paramilitaire soutenu par la CIA. Kerry et Harkin s'adressent aux deux parties et servent de médiateurs à Ortega, qui par leur truchement propose un cessez-le-feu en échange de l'abandon du soutien américain aux Contras. L'offre est déclinée par le gouvernement Reagan et taxée d'« initiative propagandiste » destinée à influencer le vote imminent à la Chambre des Représentants d'une aide de 14 millions de dollars en faveur des Contras, mais Kerry se dit « prêt à prendre le risque ». L'aide n'est pas votée par la Chambre, mais le lendemain du résultat, Ortega accepte un prêt de 200 millions de dollars de la part de l'Union soviétique. Six semaines plus tard, les États-Unis votent l'attribution d'une aide de 27 millions de dollars aux Contras.

#### Affaire Iran-Contra
En avril 1986, John Kerry et le sénateur démocrate Christopher Dodd proposent qu'une commission d'enquête soit montée concernant les implications des Contras dans le trafic de cocaïne et de marijuana.
En marge de la commission, Kerry et ses proches commencent leur propre enquête et publient le 14 octobre 1986 un rapport dénonçant les activités illégales du lieutenant-colonel Oliver North et d'un réseau impliquant le NSC (National Security Council) et la CIA destinées à livrer des armes aux rebelles nicaraguayens. Kerry accuse North et certains membres de l'administration présidentielle d'avoir apporté leur soutien financier aux Contras et de leur avoir livré des armes illégalement, sans l'autorisation du Congrès. Le rapport de Kerry entraîne une série d'enquêtes s'étalant sur plusieurs années qui aboutissent au scandale de l'affaire Iran-Contra dite Irangate.

#### Autres enquêtes
Dans son élan, Kerry élargit son champ d'investigation et s'intéresse à l'implication des États-Unis à Cuba, en Haïti, aux Bahamas, au Panama et au Honduras. En 1989, il publie un rapport dénonçant le laxisme de l'administration Reagan dans la lutte contre la drogue au profit d'autres objectifs de politique extérieure. Le rapport dénonce entre autres la politique de l'autruche pratiquée par le gouvernement américain dans les années 1980 face à la corruption et aux agissements dans le milieu de la drogue du dictateur panaméen Manuel Noriega, qui soutient les Contras. Kerry est taxé de « théoricien de la conspiration », mais dix ans plus tard, l'inspecteur général de la CIA rend publics des rapports confirmant ses dires.

#### Scandale de la BCCI
Pendant leur enquête sur l'affaire Noriega, Kerry et ses proches trouvent des raisons de penser que la BCCI (Bank of Credit and Commerce International), basée au Pakistan, facilite le trafic de drogue de Noriega et aide au blanchiment de l'argent qui résulte de ce trafic. Par la suite, une enquête est menée et la BCCI est fermée en 1991.
En décembre 1992, Kerry et le sénateur républicain Hank Brown du Colorado publient The BCCI Affair, qui relate le scandale et prouve que la BCCI était liée à des organisations terroristes, et confirme l'implication dans le dossier du département de la Justice, du Trésor, des Douanes et de la Banque fédérale, ainsi que d'influents groupes de pression et de la CIA.
Dans leur rapport, Kerry et Brown condamnent l'administration de George H. W. Bush ainsi que le directeur du FBI Robert Mueller alors procureur général pour son manque de rapidité dans le traitement de l'affaire. Kerry par ailleurs est critiqué de toutes parts pour n'avoir pas dénoncé de façon plus virulente les démocrates impliqués dans l'affaire, et par les démocrates pour avoir dénoncé certains de leurs membres.

#### Participation législative
John Kerry entérine et propose des centaines de projets de loi, notamment concernant les PME, l'éducation, les vétérans et les prisonniers de guerre ou les disparus au combat, le terrorisme et la protection des ressources marines.

### Candidature à la présidentielle de 2004

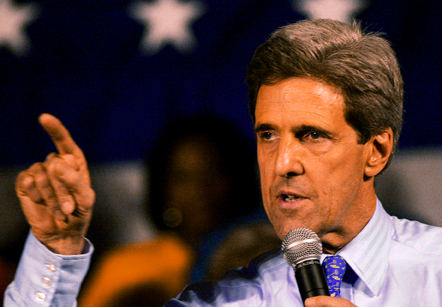
John Kerry en campagne lors de l'élection présidentielle de 2004.

John Kerry préside le Comité de campagne sénatorial du Parti démocrate de 1987 à 1989. Il est réélu au Sénat en 1990, 1996, 2002 et 2008.
En 2003 et 2004, John Kerry s'impose face à nombre de ses rivaux démocrates, parmi lesquels le sénateur John Edwards, l'ancien gouverneur du Vermont Howard Dean et le général Wesley Clark. Il remporte ainsi les primaires au sein du parti démocrate pour se présenter contre George W. Bush. Le 6 juillet 2004, il annonce officiellement le choix de John Edwards comme colistier.
Une controverse éclate lors de la campagne en raison de l'appui de Kerry au mouvement pro-choix. De confession catholique, un évêque américain menace de le priver des sacrements. En 2007, le pape Benoît XVI déclare à ce sujet que de tels représentants politiques se sont d'eux-mêmes excommuniés de l'Église.
Le lendemain de l'élection du 2 novembre, John Kerry reconnaît sa défaite auprès de George W. Bush alors qu'il reste des bulletins provisoires devant être contrôlés dans l'Ohio, estimant que ceux-ci ne suffiront pas à inverser le résultat du vote. George W. Bush qualifie son geste d' « élégant ». John Kerry évite ainsi que soit réitérée la critique portée contre les États-Unis à la suite des comptages effectués en Floride, lors de l'élection présidentielle de 2000.
En 2006, Kerry mène une campagne nationale active pour soutenir les candidats démocrates lors des élections de mi-mandats. Partisan d'un calendrier de retrait des soldats américains d'Irak, il refuse de soutenir Joseph Lieberman lors des primaires démocrates du Connecticut avant d'apporter son soutien à son adversaire, le candidat démocrate anti-guerre Ned Lamont (finalement battu par Lieberman en novembre 2006).
Le 24 janvier 2007, il annonce qu'il ne briguera pas l'investiture démocrate pour la prochaine présidentielle de 2008. Le 10 janvier 2008, il apporte son soutien à Barack Obama pour les primaires démocrates de l'élection présidentielle de 2008. John Kerry ne soutient donc pas John Edwards, qui est son colistier sur le ticket démocrate en 2004.

### Secrétaire d'État des États-Unis (2013-2017)

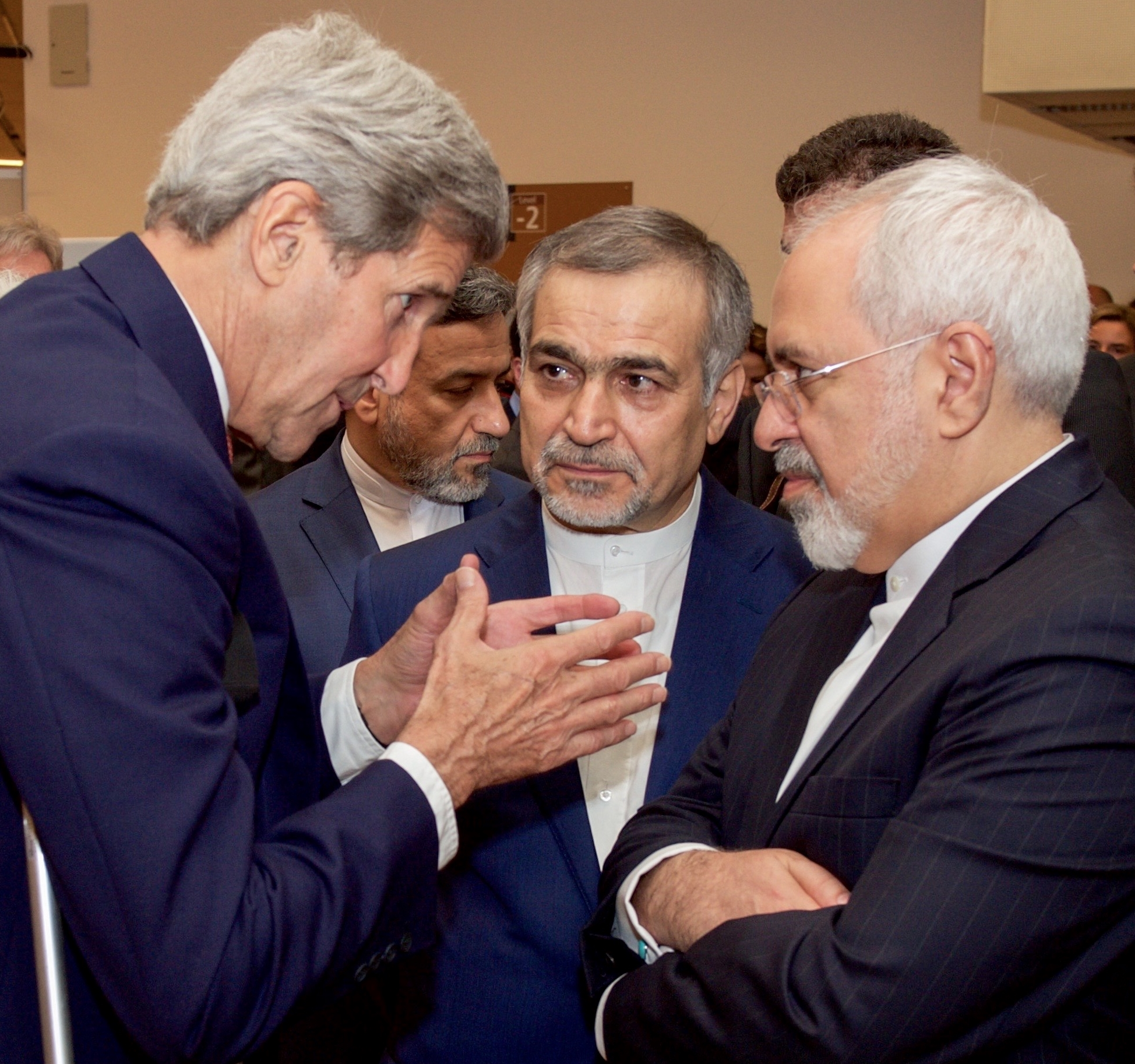
John Kerry avec Mohammad Djavad Zarif à Genève, en 2015.

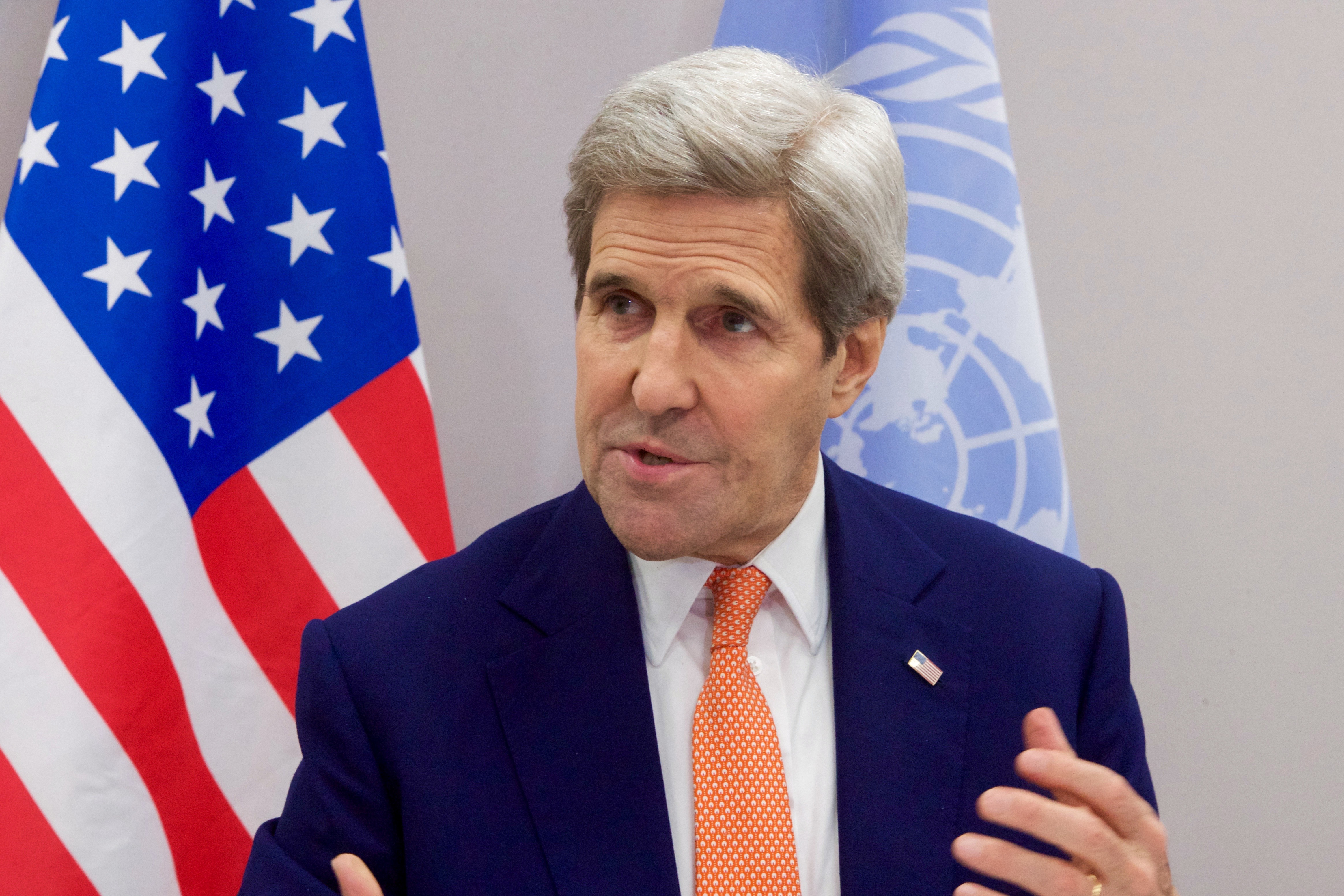
John Kerry après la COP 21 à Paris.

Le 21 décembre 2012, John Kerry est nommé secrétaire d'État par le président Barack Obama, en remplacement d'Hillary Clinton. Après avoir été confirmé par un vote du Sénat le 29 janvier 2013 par 94 voix pour et 3 contre, il prend ses fonctions le 1er février 2013. Il cesse à la même date d'exercer son mandat de sénateur du Massachusetts. Deval Patrick, gouverneur du Massachusetts, nomme Mo Cowan pour remplacer Kerry au Sénat.
Son mandat en tant que responsable de la diplomatie américaine est marqué par un renouveau des tensions avec la fédération de Russie, notamment à cause de la guerre civile syrienne et de la guerre du Donbass.
John Kerry s'illustre par des positions interventionnistes. Il est également reconnu pour son activisme diplomatique, notamment dans sa volonté de résoudre le conflit israélo-palestinien.

### Envoyé présidentiel pour le Climat (2021-2024)
En janvier 2018, au cours d'une réunion avec Mahmoud Abbas, il dit songer à présenter sa candidature à l'élection présidentielle de 2020 face au président sortant, Donald Trump. Mais en juin 2019, dans une interview à la chaîne Sky News, il déclare finalement qu'il n'est pas candidat à l'élection.
En 2020, le président élu Joe Biden déclare envisager de nommer John Kerry à un poste d'envoyé spécial chargé du climat, membre du cabinet. Il prend ses fonctions en 2021, après que Joe Biden prête serment en tant que chef de l'État. En janvier 2024, John Kerry annonce sa prochaine démission de ce poste afin de contribuer à la campagne du candidat Joe Biden à l'élection présidentielle de novembre 2024. La démission est effective le 6 mars 2024,,.
En octobre 2024, John Kerry rejoint le fonds d'investissement Galvanize Climate Solutions du milliardaire Tom Steyer en tant que co-président exécutif.

## Historique électoral
| Année | John_Kerry | Républicain | Conservateur (en) | NLP    | Libertarien | Démocrate |
| ----- | ---------- | ----------- | ----------------- | ------ | ----------- | --------- |
| Année |            |             |                   |        |             |           |
| 1984  | 54,99 %    | 44,99 %     | —                 | —      | —           | —         |
| 1990  | 57,06 %    | 42,87 %     | —                 | —      | —           | —         |
| 1996  | 52,20 %    | 44,72 %     | 2,74 %            | 0,28 % | —           | —         |
| 2002  | 80,03 %    | —           | —                 | —      | 18,43 %     | 1,24 %    |
| 2008  | 65,86 %    | 30,99 %     | —                 | —      | 3,13 %      | —         |

## Particularités

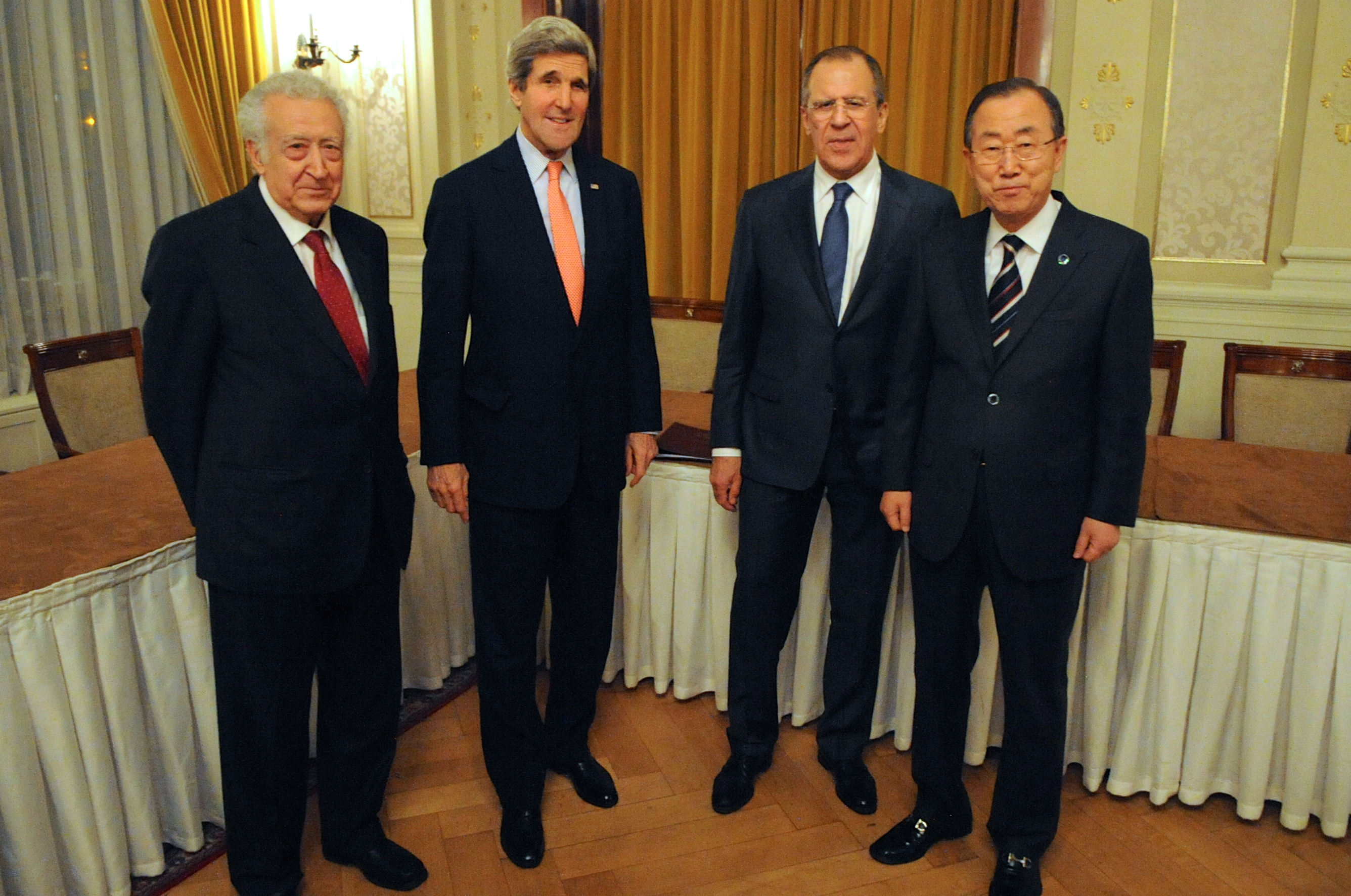
John Kerry avec Sergueï Lavrov, Ban Ki-moon et Lakhdar Brahimi (Montreux, 21 janvier 2014).

John Kerry mesure 1,94 m (6′ 4″). Il aime la planche à voile, le surf, le hockey, la chasse, le rock et joue de la basse. Il parle le français couramment et a des connaissances solides de l'allemand. Il s'est d'ailleurs adressé en langue française aux Français afin d'affirmer la solidarité des États-Unis à la France, à la suite de l'attentat contre Charlie Hebdo, le 7 janvier 2015, ainsi que lors d'une déclaration à l'Hôtel de ville de Paris le 16 janvier 2015.
Ses films préférés sont Casablanca et Géant, il aime les cookies et possède un canari dont le nom est « Sunshine ».
En 2003, on lui diagnostique un cancer de la prostate, dont le traitement est un succès.
À ce jour[Quand ?] la fortune de Kerry et de sa femme est estimée à près d'un milliard de dollars, ce qui fait de John Kerry le sénateur le plus riche des États-Unis. Il est en effet l'héritier de plusieurs des membres de la famille Forbes, et Teresa de celle des Heinz (des ketchups Heinz).
Membre en règle de la société Skull and Bones des anciens de l'université Yale, Kerry a en outre coécrit un livre sur l'environnement, avec son épouse, paru aux États-Unis à la mi-mars 2007.

## Décorations

### Décorations américaines
Pour ses faits militaires, John Kerry est récipiendaire des décorations suivantes :
- Silver Star
- Bronze Star
- Purple Heart: Navy & Marine Corps Combat Action Ribbon.

### Décorations étrangères
- Grand-croix de l’ordre du Mérite de la République fédérale d'Allemagne (Remise le 5 décembre 2016 des mains de Frank-Walter Steinmeier, ministre allemand des Affaires étrangères)[23].
- Grand officier de la Légion d'honneur (Remise le 10 décembre 2016 par Jean-Marc Ayrault, ministre français des Affaires étrangères)[24].

## Publications
- (en) Every Day Is Extra, New York, Simon & Schuster, 2018.

## Filmographie
- 2024 : Super/Man : L'Histoire de Christopher Reeve (Super/Man: The Christopher Reeve Story) (documentaire) de Ian Bonhôte et Peter Ettedgui : lui-même
- 1992 : Cheers, saison 10, épisode 23 : lui-même